# Yeşil Sol Parti
Yeşil Sol Parti (Stranka zelene ljevice) ili YSP je politička stranka u Turskoj osnovana 25. studenoga 2012. godine. Njen simbol sastoji se od stabla čije ljubičasto deblo oblikuje ljudski oblik, krošnje koja se sastoji od pojedinačnih, zelenih listova i žutog sunca koje oblikuje glavu ljudskog oblika u sredini krošnje. Njegovi supredsjednici su Çiğdem Kılıçgün Uçar i İbrahim Akın.

## Povijest
YSP, prije naziva Yeşiller ve Sol Gelecek Partisi (Stranka zelene i lijeve budućnosti), osnovana je 25. studenog 2012. spajanjem Eşitlik ve Demokrasi Partisi (Stranka za jednakost i demokraciju) i Yeşiller Partisi (Stranka zelenih). Definira se kao zelena stranka lijevo-liberalnih ideja.
2014. stranka je podržala Selahattina Demirtaşa kao predsjedničkog kandidata na turskim predsjedničkim izborima 2014. Također su podržali HDP na parlamentarnim izborima u lipnju 2015.
Na Drugom redovnom stranačkom kongresu 2. travnja 2016. stranka je promijenila naziv u Yeşil Sol Partisi (YSP). Današnji logo stranke potječe iz odluke donesene na drugom izvanrednom saboru 16. listopada 2022. godine. Selahattin Demirtaş je kasnije predložio da bi se, ako bi HDP bio zabranjen, svi kandidati frakcije HDP-a kandidirali u ime YSP-a na općim izborima 2023.
Odlukom od 24. ožujka 2023. HDP, Emekçi Hareket Partisi (Stranka radničkog pokreta) i Toplumsal Özgürlük Partisi (Stranka socijalne slobode) odlučili su jedinstveno nastupiti na listama YSP-a za predsjedničke i parlamentarne izbore. Time se želi ojačati savez Millet İttifakı (Savez nacije) oporbenog vođe Kemala Kilicdaroglua. YSP se stoga tretira kao ključna stranka za predsjedničke izbore 2023.